# Хормон раста
Хормон раста или соматотропин је пептидни хормон кога лучи предњи режањ хипофизе (аденохипофиза), који стимулише раст организма, а има улогу и у регулацији разних метаболичких процеса.

## Грађа
По саставу је једноланчани полипептид и садржи 191 аминокиселину. Молекулска маса му је око 21.500 далтона, а изоелектрична тачка 4.9. У структури поседује две интрамолекуларне дисулфидне везе. Сличну структуру хормону раста поседују хормони пролактин и хорионски соматотропин (хумани плацентални лактоген).
Гени за хормон раста се налазе на хромозому 17 у локусу q22-24. Структура овог хормона је различита код разних врста. На човека делује само хормон раста примата (човека и мајмуна).

## Стварање
Соматотропин се лучи у ацидофилним ћелијама предњег режња хипофизе. Секреција соматотропина из хипофизе се налази под контролом инхибишућих и активишућих хормона хипоталамуса. Соматотропин ослобађајући хормон (фактор) (енгл. Growth hormone releasing hormone (GHRH)) стимулише стварање соматотропина. Састоји се од 44 аминокиселине. Соматостатин, један од хормона хипоталамуса инхибише стварање хормона раста. Соматостатин се ствара и ослобађа и на другим местима. Д-ћелије ендокриног панкреаса (Лангер-Хансова острвца) такође секретују соматостатин који инхибише секрецију инсулина и глукагона.

## Ослобађање
Хормон раста се не ослобађа континуирано, већ у виду пулсева. Долази до наглог скока, затим пада секреције овог хормона у кратким временским интервалима. Најинтензивније се лучи у првим сатима спавања. Овај хормон је и хормон стреса, тако да се у случају стреса, повреде, бола, хладноће, гладовања итд такође луче веће концентрације овог хормона. Поједине аминокиселине, нарочито аргинин, које се уносе исхраном стимулишу лучење хормона раста. Хипогликемија (смањена концентрација глукозе у крви) стимулише а хипергликемија (повећана концентрација глукозе у крви) инхибише ослобађање соматотропина. Полни хормони такође стимулишу лучење хормона раста.
Секреција овог хормона зависи не само од доба дана, већ и од узраста. Првих неколико дана по рођењу је секреција овог хормона врло висока, а у току следећих неколико недеља се смањује. У периоду пубертета се поново повећава секреција хормона раста, и вредности у крви су више него код одраслих. После 4. деценије се ослобађање и одговор на овај хормон смањују.
У крви се највећи део овог хормона налази везан за везујући протеин хормона раста.

## Дејство
Хормон раста нема неки циљни орган, већ испољава своје дејство на готово сва ткива у телу.
Игра улогу у регулисању процеса раста (раст у висину), као и регулисању разних метаболичких процеса (анаболичко дејство).
- Соматотропин подстиче пораст запремине ћелија, саму деобу ћелија (митоза) као и диференцијацију неких ћелија нпр. мишићних и коштаних ћелија. Посебно је значајно дејство овог хормона на скелет. Под утицајем овог хормона повећава се стварање протеина у коштаним ћелијама и ћелијама хрскавице (хондроцити), деоба ових ћелија се такође повећава, а такође и трансформација ћелије хрскавице у коштане ћелије. Дијафиза дугих костију се издужује, а епифизе (крајеви кости) удаљавају једна од друге. Између епифизе и дијафизе налази се епифизна пукотина, која садржи ћелије хрскавице, чијом деобом и трансформацијом настају коштане ћелије и кост се издужује. Међутим временом долази до исцрпљивања ћелија хрскавице у епифизној пукотини, тако да се дијафиза спаја са епифизама и тако се прекида раст костију у дужину. Од тог тренутка оне могу расти само у ширину. Кости плочастог облика могу расти под утицајем овог хормона непрестано, па су у случају повећане секреције овог хормона нпр. код акромегалије посебно изражене.
- Хормон раста доводи и до повећане синтезе протеина у свим ћелијама организма. Он стимулише транспорт аминокиселина кроз ћелијску мембрану у ћелије, тако да се у њима повећава концентрација аминокиселина, као супстрата за производњу протеина. Соматотропин стимулише и транслацију тРНК (транспортне РНК), што доводи до повећане синтезе протеина. Такође на нивоу једра подстиче се процес транскрипције, па се ствара и више информационе РНК (иРНК). Процес разградње (катаболизма) протеина се истовремено успорава.
- Хормон раста изазива мобилизацију (ослобађање) масних киселина из масног ткива и њихово коришћење као извора енергије (липолитичко дејство). Претварање масних киселина у ацетил коензим А (ацетил-коА) се повећава. Ацетил коензим А се може користити за добијање енергије и синтезу кетонских тела. Под утицајем великих количина хормона раста мобилизација масних киселина и је толико велика де се у јетри ствара велика количина кетонских тела, што може изазвати кетозу.
- Соматотропин смањује коришћење и разградњу глукозе. Смањује се коришћење глукозе, као главног извора енергије (на рачун масти), подстиче се и одлагање резервног шећера, гликогена у ћелијама. Повећава се секреција инсулина, али се смањује осетљивост ћелија на инсулин. Поремећај лучења соматотропина може изазвати неке форме дијабетеса (дијабетогено дејство).
- Хормон раста и соматомедин Ц повећава и реапсорпцију калцијума из црева и повећава стварање активног облика витамина Д, што је у вези са стимулацијом раста костију.

## Механизам дејства
Хормон раста не испољава (значајно) дејство самостално, већ делује преко посредника који се зову соматомедини. Позната су три соматомедина: соматомедин А, Б и Ц. Најзначајнији је соматомедин Ц, који које се зове још и инсулину сличан фактор раста (енгл. insuline-like growth factor (IGF-I)). Код неких болести које се карактеришу патуљастим растом смањен је ниво стварања соматомедина, такође сматра се да је и код афричких Пигмеја способност стварања соматомедина Ц смањена. Соматомедин Ц се синтетише у јетри под утицајем хормон раста. Иначе хормона раста има кратак полуживот у крви (око 20 минута), док је соматомедин Ц активан у преко 20 сати. Инсулину сличан хормон раста I се везује за рецепторе поменутих ћелија, доводећи до разних промена (нпр. активација тирозин киназе и на тај начин постижу дејство. 

## Поремећаји лучења и дејства хормона раста
Поремећаји лучења хормона раста могу бити карактерисани његовим смањеним или повишеним лучењем.
Смањено лучење хормона раста се среће код обољења хипофизе нпр. код панхипопитуитаризма, што за последицу има патуљаст раст.
Патуљаст раст може бити изазван и смањеним стварањем инсулин сличних фактора раста, као код афричких Пигмеја и Леви-Ларон патуљака.
Повећана секреција хормона раста среће се најчешће код тумора (аденома) предњег режња хипофизе. Код деце и младих се овај поремећај манифестује као гигантизам (џиновски раст), а код одраслих као акромегалија. Код акромегалије долази до претераног раста костију и других ткива не само у дужину, већ и у дебљину. Нарочито се проширују кости шака, стопала, чела, супраорбитални лукови (лукови изнад очне дупље), доња вилица, нос. Повећани су и други органи као нпр. језик, уши, јетра, бубрези, срце итд. Могу се јавити и други симптоми у виду слабости мишића, дијабетес, компресија живаца (нпр. синдром карпалног тунела) итд.